# Pascale Boyer
Pascale Boyer (ur. 28 września 1965 w Saint-Mandé) – francuska polityk reprezentująca partię La République En Marche! W wyborach parlamentarnych w czerwcu 2017 r. została wybrana do francuskiego Zgromadzenia Narodowego, w którym reprezentuje departament Alp Wysokich.